# Le Cobra de Shanghaï
Pour plus de détails, voir Fiche technique et Distribution.
Le Cobra de Shanghaï (The Shanghai Cobra) est un film policier américain réalisé par Phil Karlson en 1945 et interprété par Sidney Toler dans le rôle de Charlie Chan.

## Synopsis
Lorsque trois employés de banque sont tués par le venin de cobra, le détective Chan se souvient d'un cas étrangement similaire dix ans plus tôt à Shanghai.

## Distribution
- Sidney Toler : Charlie Chan
- Mantan Moreland : Birmingham Brown
- Benson Fong : Tommy Chan
- James Cardwell : Ned Stewart
- Joan Barclay : Paula Webb (alias de Paula van Horn, fille de Jan van Horn)
- Addison Richards : John Adams (alias Jan van Horn), sixième garde de la Banque nationale
- Arthur Loft : Bradford Harris (alias agent spécial Hume)
- Janet Warren : opérateur de machine à disques
- Gene Stutenroth : Morgan, un gangster
- Cyril Delevanti : le détective Larkin, agent d'infiltration de la police à la sixième banque nationale
- George Chandler : Joe Nelson, propriétaire d'un café
- James Flavin : HR Jarvis, ingénieur chimiste